# إعادة التدوير كامل طبقات الرصف
إعادة التدوير كامل طبقات الرصف أو إصلاح كامل طبقات الرصف (FDR) هو عبارة عن عملية يتم من خلالها إعادة بناء الأرصفة الأسفلتية من خلال إعادة تدوير طبقات الطريق الحالي.
فالمواد الأسفلتية والأساسية الحالية يتم تفكيكها باستخدام آلة خاصة يطلق عليها اسم راصفة الطريق. تتم إضافة مياه فوق المادة المفككة للحصول على المستوى الأمثل من رطوبة المحتوى بهدف الضغط، ثم تضاف مجموعة متنوعة من المواد مثل الأسمنت الجاف والجير والرماد المتطاير أو يتم دمج مستحلب أسفلتي لإحداث الاستقرار. يتم استخدام جهاز راصفة الطريق مرة أخرى لخلط كل هذه المواد. بعد التشكيل والتدريج يتم ضغط المادة الأساسية الجديدة لإنتاج مادة أساسية قوية ومتينة للسطح الأسفلتي أو الأسمنتي.
ونظرًا لأن هذه الطريقة تعيد تدوير المواد في مكانها، فليست هناك حاجة لجلب الخليط أو سحب المادة القديمة للتخلص منها. كل المطلوب هو تقليل حركة السيارات، ولا توجد حاجة لإجبارها على السير من طرق بديلة حيث إن هذه العملية يمكن إنجازها أثناء حركة المرور العادية، مما يجعلها أقل إزعاجًا للسكان المحليين.
توفر عملية إصلاح كامل طبقات الرصف - باستخدام الأسمنت - المال، مع المحافظة في نفس الوقت على المصادر الطبيعية من خلال استخدام المواد الموجودة بالفعل وادخار مواد البناء التي لم يسبق استخدامها من قبل. يشهد أداء الطريق تحسنًا نتيجة تحسن مستوى الاستقرار وبناء طريق يدوم لسنوات عديدة ويتسم بالمتانة وبمقدار قليل من الصيانة.
من خلال الالتزام بالطرق الهندسية وبروتوكولات الاختبار المناسبة، توفر عملية إصلاح كامل طبقات الرصف دورة حياة للتصميم مقدارها 30 عامًا. من المهم ملاحظة أن إصلاح كامل طبقات الرصف هي عملية تصنيعية وليست مجرد تركيب. مواد الرصف الأخرى مثل القاعدة الخرسانية أو الأسفلتية أو المجمعة تخضع لبرنامج صارم لمراقبة الجودة يفي بالمعايير اللائقة لمرحلة ما قبل تسليم الموقع وتعيين المقاول. تتطلب عملية إصلاح كامل طبقات الرصف نفس مستوى الاستيعاب وعناصر المراقبة الإنتاجية أثناء فترة الاختبار المعملية والتحقق الميداني لتحقيق أهداف الأداء طويلة الأجل.

## وصلات خارجية
- Full depth recycling
- The Asphalt Recycling and Reclaiming Association
- The Cement Council of Texas